# Caroline Vis
Caroline Vis (* 4. März 1970 in Vlaardingen) ist eine ehemalige niederländische Tennisspielerin.

## Karriere
Vis begann im Alter von sieben Jahren mit dem Tennissport.
Sie gewann in ihrer Karriere insgesamt neun Doppeltitel auf der WTA Tour und fünf bei Turnieren des ITF Women’s Circuit. 1991 stand sie bei den French Open mit Doppelpartner Paul Haarhuis im Mixed-Finale, das sie gegen Helena Suková und Cyril Suk mit 3:6, 6:4, 6:1 verloren.
Zwischen 1988 und 1999 bestritt Vis zwölf Partien für die niederländische Fed-Cup-Mannschaft, allesamt im Doppel und mit einer ausgeglichenen Bilanz.

## Turniersiege

### Doppel
| Nr. | Datum              | Turnier         | Kategorie    | Belag           | Partnerin          | Finalgegnerinnen                  | Ergebnis      |
| --- | ------------------ | --------------- | ------------ | --------------- | ------------------ | --------------------------------- | ------------- |
| 1.  | 10. Mai 1992       | Waregem         | WTA Tier V   | Sand            | Manon Bollegraf    | Olena Brjuchowez Petra Langrová   | 6:4, 6:3      |
| 2.  | 24. Oktober 1993   | Budapest        | WTA Tier III | Teppich (Halle) | Inés Gorrochategui | Sandra Cecchini Patricia Tarabini | 6:1, 6:3      |
| 3.  | 10. August 1997    | Manhattan Beach | WTA Tier II  | Hartplatz       | Yayuk Basuki       | Larisa Neiland Helena Suková      | 7:67, 6:3     |
| 4.  | 17. August 1997    | Toronto         | WTA Tier I   | Hartplatz       | Yayuk Basuki       | Nicole Arendt Manon Bollegraf     | 3:6, 7:5, 6:4 |
| 5.  | 28. Februar 1999   | Paris           | WTA Tier II  | Teppich (Halle) | Irina Spîrlea      | Jelena Lichowzewa Ai Sugiyama     | 7:5, 3:6, 6:3 |
| 6.  | 26. September 1999 | Luxemburg       | WTA Tier III | Teppich (Halle) | Irina Spîrlea      | Tina Križan Katarina Srebotnik    | 6:1, 6:2      |
| 7.  | 31. Oktober 1999   | Linz            | WTA Tier II  | Teppich (Halle) | Irina Spîrlea      | Tina Križan Larisa Neiland        | 6:4, 6:3      |
| 8.  | 19. November 2000  | Pattaya         | WTA Tier IVb | Hartplatz       | Yayuk Basuki       | Tina Križan Katarina Srebotnik    | 6:3, 6:3      |
| 9.  | 24. Februar 2001   | Dubai           | WTA Tier II  | Hartplatz       | Yayuk Basuki       | Åsa Svensson Karina Habšudová     | 6:0, 4:6, 6:2 |